# Rod Dreher

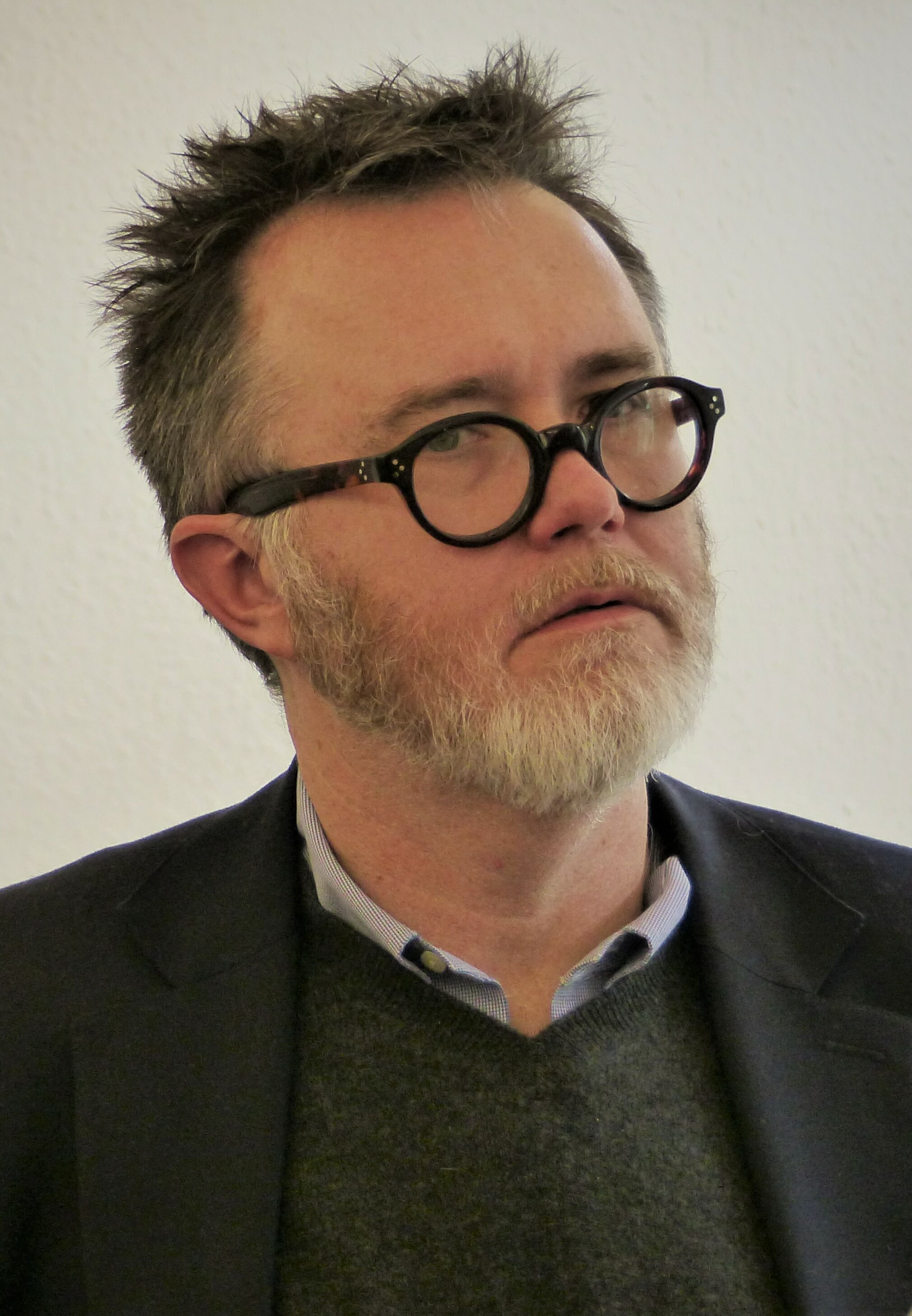
Rod Dreher, 2018

Ray Oliver „Rod“ Dreher, Jr. (* 14. Februar 1967 in Baton Rouge, Louisiana) ist ein US-amerikanischer Journalist und Schriftsteller und illiberal-konservativer Aktivist.

## Leben
Rod Dreher machte 1989 seinen Abschluss in Journalismus an der Louisiana State University.
1993 konvertierte Dreher vom Methodismus zur römisch-katholischen Kirche. 1997 heiratete er seine Frau Julie Harris Dreher. Im Jahr 2006 konvertierte Dreher in Folge der aufgedeckten Missbrauchsskandale zur Orthodoxie.
Im Laufe seiner Karriere als Kolumnist arbeitete Dreher unter anderem für The American Conservative, die New York Post, The Dallas Morning News, National Review, den South Florida Sun-Sentinel, die Washington Times und den Baton Rouge Advocate, seit 2011 ist er als Autor und Blogger sowie Editor-at-large für The American Conservative tätig. 
Dreher ist seit 2021 Visiting Fellow und Leiter des Network Project des ungarischen regierungsnahen Thinktanks Danube Institute.
Rod Dreher hat sich 2024/25 als Unterstützer von Donald Trump und J. D. Vance bekannt. Dreher wirbt seitdem für deren „neuen, populistischen Konservatismus“, den er als „populistisch sein, weniger internationalistisch, wirtschaftlich zentristischer, sozial konservativ und sehr viel skeptischer in Bezug auf die amerikanischen Institutionen – die ja von den Woken für sich beansprucht wurden.“ beschreibt.

## Die Benedikt-Option (Buch)
Die Benedikt-Option ist Drehers bekanntestes Werk und rangierte im April 2017 auf der New York Times Bestseller-Liste.
Das Buch behandelt die fortschreitende Säkularisierung des Westens im 21. Jahrhundert und den Verlust einer geistigen Verankerung gemäß dem Philosophen Alasdair MacIntyre. Die amerikanischen Soziologen Christian Smith und Melinda Lundquist Denton hatten im Jahr 2005 festgestellt, dass sich in den USA unter jungen Christen ein moralistischer therapeutischer Deismus ausbreite (englisch: Moralistic Therapeutic Deism MTD), der zwar die Existenz Gottes bejahe, jedoch für den Alltag, die Lebenspraxis und das persönliche Glück weitgehend unbedeutend sei. Dreher widersprach dieser Sichtweise und stellte als namensgebende Inspiration und Vorbild die frühmittelalterlichen Benediktinerklöster gegenüber, in denen sich ein geistliches Leben und die christliche Lehre trotz des Zusammenbruch des Weströmischen Reiches entwickeln und entfalten konnten. Als weitere Themen des Buches beschreibt er Methoden zur Förderung des christlichen Glaubens und Handelns in Kleingruppen, die ohne große Unterstützung durch Institutionen funktionieren würden.

## Kritik
Der deutsche katholische Theologe und Redakteur Benjamin Leven bezeichnete das Buch als eine konkrete, teilweise fragwürdige Anleitung der religiösen Rechten im Umgang mit dem scheinbar verlorenen Kulturkampf in den USA. Der Rückzug bekennender Christen aus der Gesellschaft führe zur Separierung mit eigenen Schulen, Firmen, Nachbarschaften und Quartieren, was für den deutschen Sprachraum kaum denkbar, machbar und empfehlenswert sei. Der tschechische katholische Priester und Autor Tomáš Halík hält die vom Buch vertretene Ekklesiologie für „sehr gefährlich“ und „kontraproduktiv“, ihre Verwirklichung führe „zurück zur Sekte“.

## Schriften (Auswahl)
- 2010: Crunchy Cons.
- 2013: The Little Way of Ruthie Leming: A Southern Girl, a Small Town, and the Secret of a Good Life.
- 2015: How Dante Can Save Your Life.
- 2017: The Benedict Option: A Strategy for Christians in a Post-Christian Nation.
  - Die Benedikt-Option: Eine Strategie für Christen in einer nachchristlichen Gesellschaft, Fe-Medienverlag, Kißlegg 2018, ISBN 978-3-86357-205-1.
- 2020: Live not by Lies[11]